# Tutti Frutti (groupe croate)
Pour les articles homonymes, voir Tutti frutti.
Tutti frutti est un groupe de musique rock croate, formé dans le milieu des années 1980. Il est populaire en Croatie et dans les autres États de l'ancienne Yougoslavie. Sa chanson la plus célèbre est Dalmacijo, qui est devenue l'hymne du club de football Hajduk Split et de ses supporters.

## Membres
- Ivo Amulić - chanteur (origine - 1985, 1991 - )
- Marsell Benzon - chanteur (1991-1994)
- Alen Nižetić - chanteur (1994–1996)
- Ivo Jagnjić
- Zdravko Sunara
- Nenad Ninčević
- Davor Pastuović
- Miroslav Miše

## Discographie (albums)
- 1987 - Gore iznad oblaka
- 1988 - Stvari lagane
- 1990 - Sjećanja jednog mangupa
- 1992 - Vozio sam cijelu noć
- 1996 - Ruže i vino
- 2007 - Zlatna kolekcija